# Английские кофейни (XVII—XVIII)

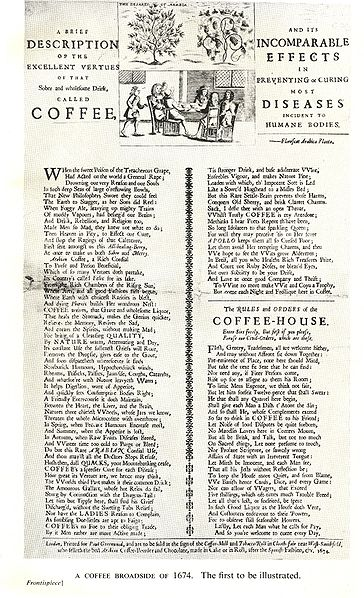
Правила кофейни

Английские кофейни XVII и XVIII веков были общественными местами, где мужчины встречались для беседы и коммерческих сделок. За одно пенни клиенты приобретали право на вход и чашку кофе. Кофе, как напиток, появился в Англии только в XVII веке; ранее его употребляли в основном из-за его предполагаемых лечебных свойств. В кофейнях также подавали чай и горячий шоколад, а также лёгкие закуски.
Историк Брайан Коуэн описывает английские кофейни как «места, где люди собирались, чтобы выпить кофе, узнать новости дня и, возможно, встретиться с другими местными жителями и обсудить вопросы, представляющие общий интерес». Также обсуждались такие темы, как жёлтая лихорадка. Отсутствие алкоголя создавало атмосферу, в которой можно было вести более серьезный разговор, чем в пивной. Кофейни также сыграли важную роль в развитии финансовых рынков и газет.
Обсуждаемые темы включали политику и политические скандалы, ежедневные сплетни, моду, текущие события и дебаты вокруг философии и естественных наук. Историки часто связывают английские кофейни XVII и XVIII веков с интеллектуальной и культурной историей эпохи Просвещения: они были альтернативной сферой, дополняющей университет. Политические группы часто использовали кофейни в качестве мест для встреч.

## Популярный период

### Характеристика

Карикатура 1787 года, изображающая адвоката Эдварда Терлоу в кофейне Нандо.

Английские кофейни на пике своей популярности, начиная с 1660 года, после Реставрации монархии, до их упадка к концу XVIII века, представляли собой особое явление Кофейни вскоре стали «последней новинкой города». Непринуждённая атмосфера, относительная дешевизна и распространённость способствовали и росту спроса на их услуги. Несмотря на две серьёзные проблемы, с которыми столкнулись кофейни на пике своей популярности, а именно вспышку чумы 1665 года и Великий лондонский пожар, последовавший в 1666 году, популярность кофеен не уменьшилась. Эллис объясняет: «Лондонцы не собирались уступать ни в чём. Всё равно находились такие, кто поднимались по узким лестницам в свои любимые кофейни, хотя больше не были готовы свободно общаться с незнакомцами. Прежде чем войти, они осматривали комнату и не подходили даже к близким знакомым, не осведомившись предварительно о их здоровье».
Английские кофейни выступали в роли своего рода клубов, в которых были рады всем, заплатившим за чашку кофе ценой в пенни. Автор монографии об английских кофейнях Э. Эллис так описывает широкую демографическую группу мужчин, присутствовавших в типичной кофейне в период после реставрации монархии: «Это было похоже на Ноев ковчег: (в кофейнях) можно было найти каждой твари по паре - (их посещали) люди всех состояний. Включая городского остряка, серьёзного гражданина, достойного адвоката, религиозного судью, преподобного-нонконформиста и словоохотливого моряка. Кофейни, как утверждает Эллис, действовали как своего рода демократические институты в силу их инклюзивного характера: «Даже если человек был одет в рваный сюртук, и оказывался сидящим между родовитым графом и епископом в гетрах, это не имело  значения; кроме того, он мог быть уверен, что сможет вступить в разговор и получить вежливый ответ».
Разговор в кофейне должен был вестись в определённой манере. Вежливость считалась важной для ведения дебатов и разговоров в кофейнях. Однако историки спорят о том, действительно ли вежливость была настолько важна для посетителей кофеен. Клейн утверждает, что важность демонстрации предельной вежливости в разговоре с публикой в кофейне была необходима для сохранения популярности кофеен в беспокойный период времён реставрации монархии. Коуэн применяет термин «вежливость» (англ. civility) к кофейням в смысле «специфического городского вида социального взаимодействия, в котором ценятся трезвые и аргументированные дебаты по важным вопросам, будь то научным, эстетическим или политическим». Другие историки до сих пор не соглашаются с тем, что для разговоров в кофейнях в целом были характерны вежливость и любезность. Эллис полагает, что, поскольку пуританство повлияло на правила поведения в  английских кофейнях, опьяняющие вещества были запрещены, и это позволяло вести респектабельные трезвые беседы.

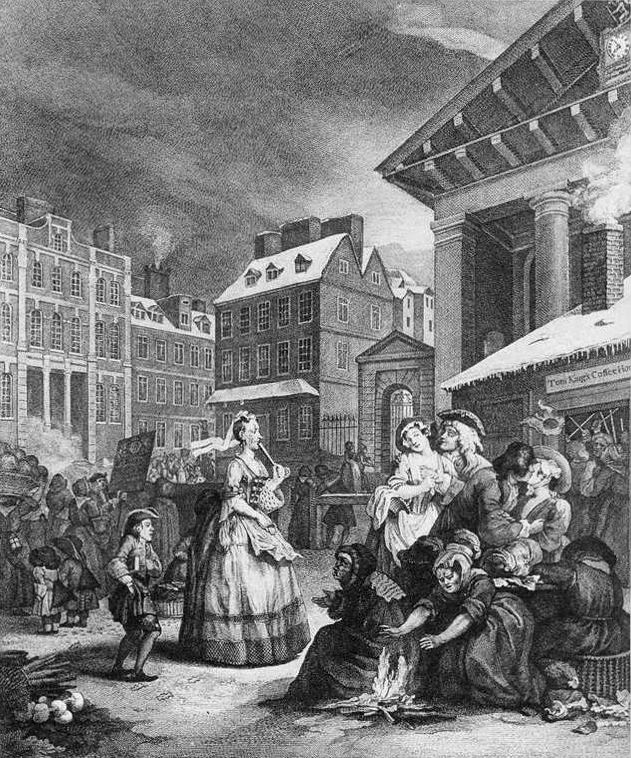
Драка в кофейне Тома Кинга, картина Хогарта 1736 года «Четыре времени дня».

В разных кофейнях обслуживались разные группы людей, которые обсуждали определённые темы. Разнообразие групп людей и тем, обсуждавшихся в кофейнях, даёт интересную перспективу для анализа английского общества того времени и его неоднородности. Особенно чётко это выявляется при подробном рассмотрении деятельности отдельных кофеен того времени. После Реставрации кофейни, которые назывались "университетами за пенни" служили центрами образования по различным предметам, считавшимся необходимыми для джентльмена, и действовали как своего рода альтернативные центры университетского образования. В кофейне можно было выучить французский, итальянский, латынь, танцы, фехтование, поэзию, математику и астрономию. В других кофейнях собирались менее образованные люди. Исследование Х. Берри рассматривает кофейню Молл Кинг, которую посещали люди из низших слоёв, пьяницы, но при этом и люди из высших слоёв общества, торговцы и сводники; кроме того, это заведение посещали проститутки. Хелен Берри использует пример владелицы кофейни Элизабет Адкинс, более известной как Молл Кинг, использовавшей сленг кофейни, известный как «flash», чтобы опровергнуть теорию о вежливости, свойственной культуре кофейни. Другие кофейни обслуживали другие группы посетителей: так, кофейня Чайлда, расположенная близ Уорик-лейн и церкви святого Павла, была популярна среди врачей и священников.

### Правила
Согласно первому своду правил «Правила и распоряжения кофейни», проиллюстрированному и напечатанному в 1674 году в качестве объявления о кофе, предполагалось, что среди всех мужчин в этих заведениях царит равенство, и «ни один человек любого положения не должен уступать свое место более высокопоставленному человеку». Историки подтверждают, что английские кофейни часто посещали самые разные клиенты, а социальный статус до некоторой степени игнорировался, поскольку можно было участвовать в разговоре независимо от класса, ранга или политических взглядов. Если употреблял непристойные выражения, то должен был заплатить штраф в двенадцать пенсов. Если вспыхивала ссора, зачинщик должен был купить обиженному чашку кофе. Тема религии была запрещена в кофейнях, и существовали правила, запрещающие плохо говорить о государстве, а также о религиозных писаниях. Правила также запрещали азартные игры, такие как карты и кости. Однако, 
На самом деле не существовало никаких правил, регулирующих кофейни. [Эта] сатира иронизирует над самой идеей регулирования их поведения.

### Печатные новости
Английские кофейни в то время также были центром распространения новостей. Историки ассоциируют английские кофейни как с печатными, так и с рукописными публикациями: они были важными центрами для чтения и распространения таких материалов. В кофейнях собиралась важная новостная информация В большинстве кофеен можно было почитать памфлеты и газеты: цена за вход включала и эти услуги. Посетители могли читать сколько хотели  Кофейни всё больше и больше ассоциировались с новостями вообще: новости поступали туда в различной форме: "печать (как лицензированная, так и нелицензированная), рукописные тексты, в устной форме - в качестве сплетен, слухов и в устной передаче" Кроме того, курьеры (runners) ходили по кофейням, распространяя новости. Кроме того, в кофейнях можно было найти листовки, где объявляли о продажах, прибытии и отплытии кораблей и об аукционах.

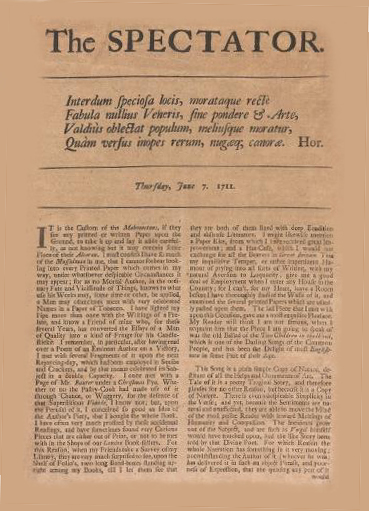
"Спектейтор" Аддисона и Стила

Журналы Ричарда Стила и Джозефа Аддисона - The Spectator и Tatler считались самыми важными из новостных публикаций, которые читались в английских кофейнях. Сами Аддисон и Стил полагались на кофейни, как на источник новостей и сплетен, а также собственно потребителей своих изданий, а потом новостная культура распространялась по кофейням. Согласно Брэме, популярность новостной прессы в эпоху "Спектейтора" и "Тэтлера" могла быть обязана популярности кофеен Маки утверждает, что популярные периодические издания Аддисона и Стила, The Tatler и The Spectator, способствовали распространению вежливости в английских кофейнях, поскольку их цель заключалась в реформировании английских манер и морали.